# Košarkaški klub Sloga Kraljevo
Il Košarkaški klub Sloga Kraljevo è una società cestistica avente sede nella città di Kraljevo, in Serbia. Fondata nel 1949, disputa il campionato serbo.
Gioca le partite interne nella New Ribnica hall, che ha una capacità di 3.350 spettatori.
Il colore principale della squadra è il bianco, e per questo i giocatori sono detti beli, bianchi, appunto. I tifosi invece sono soprannominati i Macellai, Kasapi in serbo. Questi stessi sono anche tifosi della squadra di calcio dello Sloga Kralijevo.
Questa squadra è stata particolarmente nota negli anni '80 perché qui giocò uno dei più grandi centri serbi di tutti i tempi, Vlade Divac.